# Hilizomboi
Hilizomboi is een bestuurslaag in het regentschap Nias Selatan van de provincie Noord-Sumatra, Indonesië. Hilizomboi telt 416 inwoners (volkstelling 2010).